# Scansoriopteryx
Scansoriopteryx é um gênero de dinossauro da família Scansoriopterygidae do Jurássico Médio da China. É a única espécie descrita para o gênero é Scansoriopteryx heilmanni. Seus restos fósseis foram encontrados na Formação Yixian na província de Liaoning, e datam do Jurássico Médio.
O Scansoriopteryx era um animal do tamanho de um pardal que apresenta adaptações na pata indicando um estilo de vida arbóreo (que habita as árvores). Ele possuía um terceiro dedo incomum e alongado que pode ter sustentado uma asa membranosa, muito parecida com o Yi qi relacionado. O espécime tipo de Scansoriopteryx também contém a impressão fossilizada de penas.
A maioria dos pesquisadores considera este gênero como sinônimo de Epidendrosaurus, com alguns preferindo tratar Scansoriopteryx como sinônimo júnior, embora tenha sido o primeiro nome a ser validamente publicado.